# Kanton Brest-L'Hermitage-Gouesnou
Kanton Brest-L'Hermitage-Gouesnou (fr. Canton de Brest-L'Hermitage-Gouesnou) je francouzský kanton v departementu Finistère v regionu Bretaň. Skládá se ze dvou obcí, z čehož je část města Brest.

## Obce kantonu
- Brest (část)
- Gouesnou